# اسامه بن‌بوط
اسامه بن‌بوط (عربی: أسامة بن بوط؛ زادهٔ ۱۱ اکتبر ۱۹۹۴) بازیکن فوتبال اهل الجزایر است.
از باشگاه‌هایی که در آن بازی کرده‌است می‌توان به باشگاه فوتبال القبائل اشاره کرد.